# Copa CECAFA 1989
La Copa CECAFA 1989 fue la 16.ª edición de este torneo de fútbol a nivel de selecciones nacionales organizado por la CECAFA y que contó con la participación de 8 equipos representantes de África Oriental y África Central, con la curiosidad de que Kenia participó con 2 selecciones.
Uganda venció al campeón defensor Malaui en la final disputada en Kenia para coronarse campeón por cuarta ocasión.

## Fase de grupos

### Grupo A
| Nación   | Pts | J | G | E | P | GF | GC | GD |
| -------- | --- | - | - | - | - | -- | -- | -- |
| Kenia    | 6   | 3 | 3 | 0 | 0 | 6  | 3  | +3 |
| Uganda   | 3   | 3 | 1 | 1 | 1 | 7  | 4  | +3 |
| Zimbabue | 3   | 3 | 1 | 1 | 1 | 5  | 3  | +2 |
| Tanzania | 0   | 3 | 0 | 0 | 3 | 2  | 10 | -8 |

| Nación 1 | Nación 2 | Resultado |
| -------- | -------- | --------- |
| Kenia    | Uganda   | 2-1       |
| Zimbabue | Tanzania | 3-0       |
| Tanzania | Kenia    | 1-2       |
| Uganda   | Zimbabue | 1-1       |
| Kenia    | Zimbabue | 2-1       |
| Uganda   | Tanzania | 5-1       |

### Grupo B
| Nación   | Pts | J | G | E | P | GF | GC | GD |
| -------- | --- | - | - | - | - | -- | -- | -- |
| Zambia   | 5   | 3 | 2 | 1 | 0 | 2  | 0  | +2 |
| Malaui   | 4   | 3 | 1 | 2 | 0 | 1  | 0  | +1 |
| Zanzíbar | 2   | 3 | 0 | 2 | 1 | 0  | 1  | -1 |
| Kenia B  | 1   | 3 | 0 | 1 | 2 | 0  | 2  | -2 |

| Nación 1 | Nación 2 | Resultado |
| -------- | -------- | --------- |
| Malaui   | Zanzíbar | 0-0       |
| Zambia   | Kenia B  | 1-0       |
| Malaui   | Kenia B  | 1-0       |
| Zanzíbar | Zambia   | 0-1       |
| Kenia B  | Zanzíbar | 0-0       |
| Zambia   | Malaui   | 0-0       |

## Semifinales
| Equipo 1 | Resultado | Equipo 2 |
| -------- | --------- | -------- |
| Zambia   | 1-3       | Uganda   |
| Kenia    | 0-1       | Malaui   |

## Tercer Lugar
| Equipo 1 | Resultado | Equipo 2 |
| -------- | --------- | -------- |
| Kenia    | 1-0       | Zambia   |

## Final
| 16 de diciembre de 1989 | Uganda                            | 3 – 3 (aet) (2 – 1 pen.) | Malaui                            | Nyayo National Stadium, Nairobi, Kenia |  |
|                         | Hasule 12' · Vubya 42' · Kato 85' |                          | Dzikambane 5' · Chimodzi 18', 39' |                                        |  |

## Campeón
| Copa CECAFA 1989  |
| ----------------- |
| Bandera de Uganda |
| Uganda 4º Título  |